# Calamagrostis guamanensis
Calamagrostis guamanensis är en gräsart som beskrevs av Escalona. Calamagrostis guamanensis ingår i släktet rör, och familjen gräs.
Artens utbredningsområde är Ecuador. Inga underarter finns listade i Catalogue of Life.